# AN/TPQ-48
AN/TPQ-48 — переносная РЛС контрбатарейной борьбы  (англ. Lightweight Counter Mortar Radar (LCMR)) производства американской компании SRC Inc. (ранее Syracuse Research Corporation). Предназначена для обнаружения минометных установок противника. Дальнейшим развитием AN/TPQ-48 является РЛС AN/TPQ-50

## Описание
Лёгкий противоминомётный радар (LCMR) AN/TPQ-48 представляет собой портативную (возимую) систему, предназначенную для обнаружения, отслеживания и определения местоположения в первую очередь выстрелов из миномётов, а более поздние версии могут также отслеживать пуски ракет. Радар обеспечивает 360-градусный обзор с помощью ФАР-антенны с электронным сканированием зоны ответственности. Установка может работать в двух режимах: автоматическом и ручном.

## Конструктивные особенности
- Одновременное сопровождение нескольких целей в 3-D
- Многозадачность: раннее предупреждение, определение координат батарей противника, контроль воздушного пространства
- Обзор на 360 градусов без подвижных частей антенны
- Малозаметность
- Повышенная надёжность за счёт отсутствия подвижных частей
- Поддержка IP-сетей
- Питание от сети переменного тока, генератора или источника постоянного тока 24 В.

## Спецификация и ТТХ
- Диапазон излучения антенны: L
- Дальность обнаружения целей: до 10 200 м.
- Точность определения положения батареи противника: 50 м на дистанции 10 км.
- Вес: < 227 кг
- Размеры: высота — 2 м (на триподе), диаметр — 1,1 м

## На вооружении
- США:
- Австралия
- Великобритания
- Украина
- Китай (нелицензионная копия)